# オール・セーブド・フリーク・バンド
オール・セーブド・フリーク・バンド（All Saved Freak Band、略称：ASFB）は、後にロックンロールの確固たるサブカテゴリーとなったコンテンポラリー・クリスチャン・ミュージックに影響を与えた初期のバンドの一つ。1968年の秋、オハイオ州アシュタビューラ郡のWREOラジオで最初のレコーディング曲を放送し、ASFBはLarry Normanとカリフォルニアのグループ・アガぺ（Agape）と共に同年に誕生した「ジーザスミュージック」（en:Jesus music）の先駆者となった

## 概要

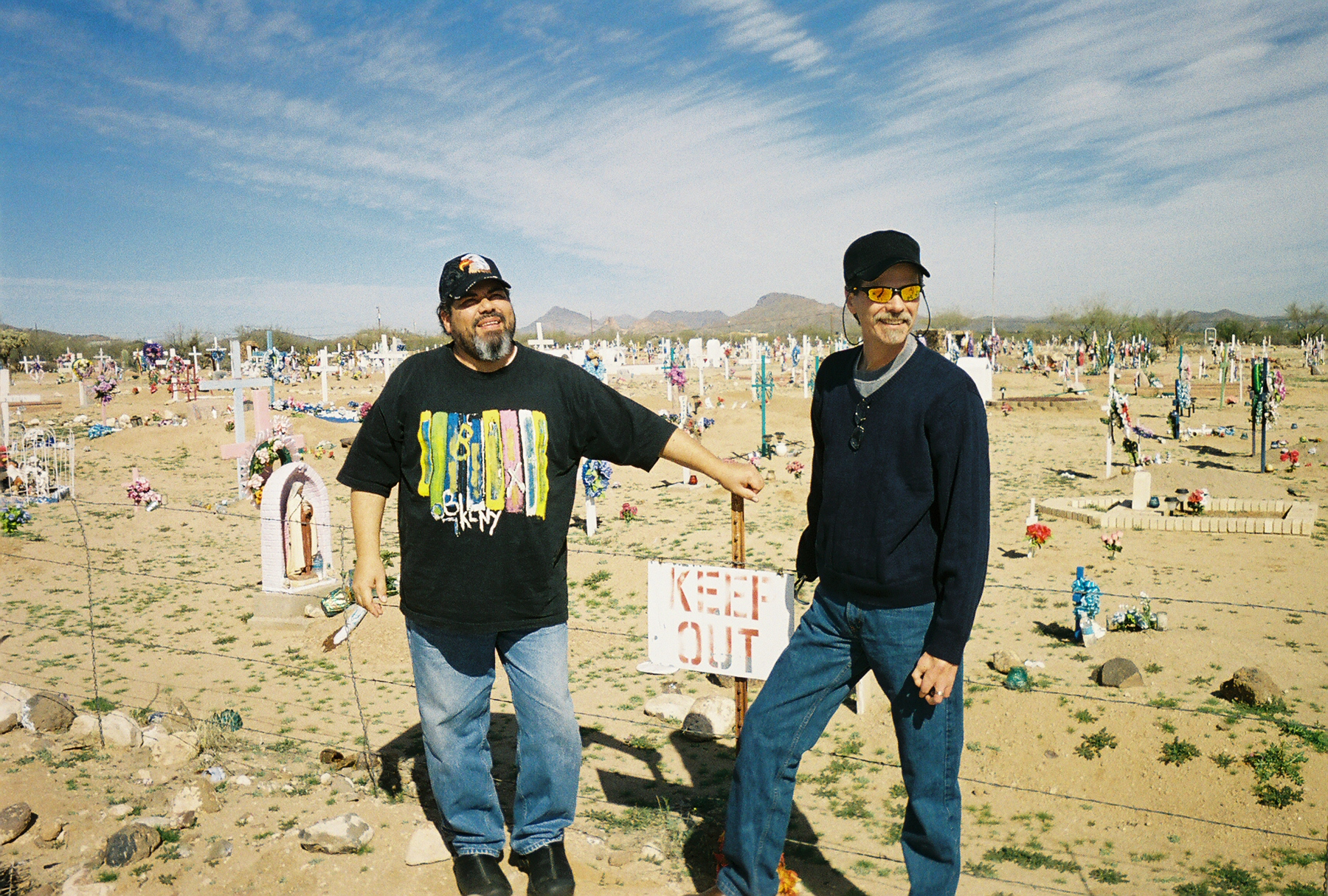
コンテンポラリー・クリスチャン・ミュージックの最初期の先駆者２人: アガぺのFred Caban [左] とASFBのJoe Markko。

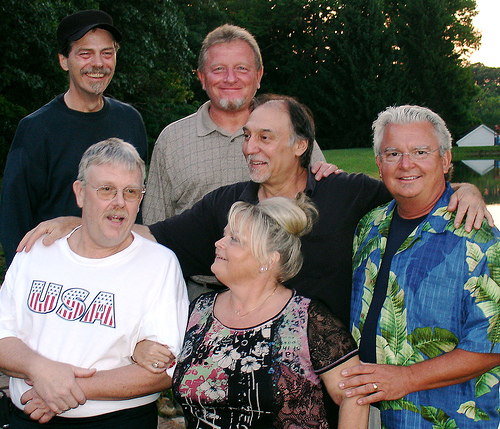
2007年に集合した元メンバー。[前列] Ed Durkos、Carole [King] Hough、Morgan King。[後列] Joe Markko、Norris McClure、Tom Eritano。Mike Berkey、Tim Hill、Glenn Schwartzは欠席。

ASFBは12人からなる大きなアンサンブルグループであった。その音楽性はブルースとストリングアレンジのコンビネーションで知られていた。 ASFBは後世に初期のジーザスミュージックの典型例として認識されている4枚のアルバムをレコーディングした。
オハイオ州オーウェル近郊のキリスト教共同体を拠点とし、メンバーは共同設立者のJoe MarkkoとLarry Hillを含めて、Mike Berkey、Ed Durkos、Tom Eritano、Tim Hill、Morgan King、Norris McClure、Carole King、Randy Markko、Kim Massman、Pam Massman、Tom Miller、ロックギタリストGlenn Schwartzにより構成されていた。Schwartzはロックグループジェイムス・ギャングとPacific Gas & Electricのメンバーであった。
1978年冬の解散までに、ASFBの曲は14か国以上の数百のラジオ局で放送された。Larry, EdとMassmannは1980年まで続ける意向であったが、Joe MarkkoとGlenn Schwartzの脱退によりバンドは解散した。
2006年、ASFBのベストアルバム『Harps On Willows』がリリースされた。このアルバムは音楽誌『Cross Rhythms』によってボブ・ディランやスウィッチフットらと共に2006年にリリースされたCDのトップ20に選出された。
2006年にエミー賞にノミネートされたDavid Di Sabatinoによるドキュメンタリー『Lonnie Frisbee: Life and Death of a Hippie Preacher』はASFBの曲「Sower」と「My Poor Generation」を使用し、サウンドトラックには「Ode To Glenn Schwartz」も収録されている。

## ディスコグラフィ
- My Poor Generation, 1973 (Rock The World)
- For Christians, Elves, and Lovers, 1976 (Rock The World)
- Brainwashed, 1976 (Rock The World)
- Sower, 1980, (War Again)
- Harps On Willows: Best of the All Saved Freak Band, July 4, 2006 (Hidden Vision)

## 発展資料
- Fortney Road: Life, Death, and Deception in a Christian Cult